# Liste der Truppenteile der Fernmeldetruppe des Heeres der Bundeswehr

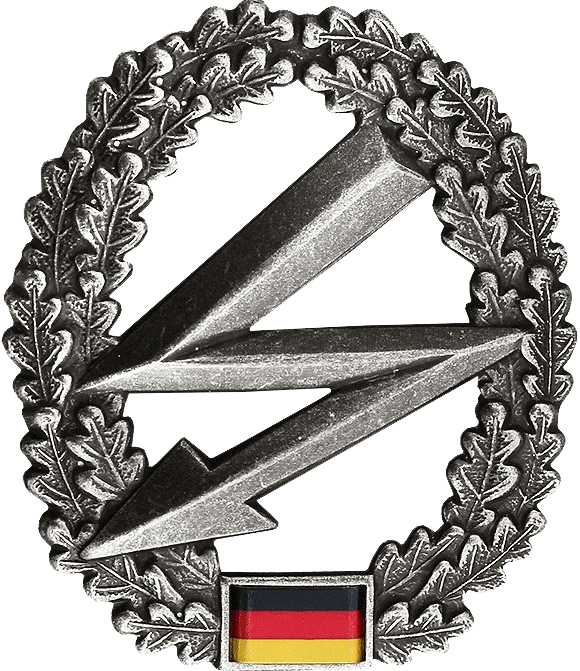
Barettabzeichen der Fernmeldetruppe des deutschen Heeres

Die Liste der Truppenteile der Fernmeldetruppe des Heeres der Bundeswehr enthält alle aufgelösten, aktiven und nicht aktiven (Geräteeinheiten, gekaderte Bataillone) Verbände und Großverbände der Fernmeldetruppe des Heeres der Bundeswehr sowie eine kurze Übersicht über ihren Aufstellungszeitpunkt, Stationierungsorte, Unterstellung und über ihre Auflösung oder Umbenennung. Die Liste umfasst auch Verbände die nicht vollständig aber zu bedeutenden Anteilen aus Soldaten der Fernmeldetruppe bestehen, sowie die verwandten Truppenteile der EloKa-Truppe und der Truppe für Operative Kommunikation (bzw. dessen Vorgängern).

## Einführung in die Nummerierungskonventionen
Seit der Heeresstruktur II bis etwa 1990 erfolgte die Nummerierung der Fernmeldeverbände anhand einer stringenten Nummerierungskonvention. In dieser Zeit konnte man der Bezeichnung meist direkt die Unterstellung des Bataillons oder des Regiments entnehmen. Bei Unterstellungswechseln, Umgliederungen etc. wurde die Nummer bis auf Ausnahmefälle in der Regel jeweils konsequent angepasst. In dieser Zeit gilt umgekehrt aber auch, dass Verbände gleicher Nummer nicht immer in derselben Traditionslinie gesehen werden können. Nach 1990 und Eingliederung von Teilen der aufgelösten Nationalen Volksarmee und den erheblichen Umgliederungen in den Jahren nach Ende des Kalten Krieges wurde diese Anpassung oft nicht mehr vorgenommen; die Verbände behielten aus Tradition oft ihre Bezeichnung. Ihre Unterstellung lässt sich damit aus ihrer Nummer meist nicht mehr ableiten. Gewisse Rückschlüsse ergeben sich aber in Bezug auf ihre Herkunft und Traditionslinie. Im Folgenden wird die Systematik geordnet nach Größenordnungen der Verbände vorgestellt. Die nachfolgenden Überlegungen zur Systematik der Bezeichnung bleiben aber auch für die Zeit vor 1990 stets nur als prinzipielles Konzept zu verstehen. Im Falle von Truppenversuchen, in der Aufstellungs- und Auflösungsphase etc. sind immer wieder Abweichungen von der Regel anzutreffen.

## Legende
Die Legende gilt für alle folgenden Listen
| Legende                               |
| ------------------------------------- |
| Aufgelöster Verband                   |
| Teilaktiver oder nichtaktiver Verband |
| Aktiver Verband                       |

## Kommandos

### Korpsfernmeldekommandeur
|  | Bezeichnung  | Aufstellung | Standort | Verbleib             | Unterstellung | Bemerkung                 |
|  | ------------ | ----------- | -------- | -------------------- | ------------- | ------------------------- |
|  | KorpsFmKdr 1 | 17.11.1960  | Münster  | 30.06.1972 umbenannt | I. Korps      | 1972 umbenannt in FmKdo 1 |
|  | KorpsFmKdr 2 | 1960        | Ulm      | 30.09.1973 umbenannt | II. Korps     | 1973 umbenannt in FmKdo 2 |
|  | KorpsFmKdr 3 | 01.07.1960  | Koblenz  | 1972 umbenannt       | III. Korps    | 1972 umbenannt in FmKdo 3 |

### Fernmeldekommandos
Die Fernmeldekommandos waren Kommandos in Brigadestärke auf Ebene der Bundeswehrführung, der Korps oder der Territorialkommandos. Jedem der deutschen Korps (I., II., III. Korps) wurde jeweils ein Fernmeldekommando als Teil der Korpstruppen in der Heeresstruktur III unterstellt. Ihre Bezeichnung glich dabei zuletzt der Nummer des übergeordneten Korps (Fernmeldekommando 1 für das I. Korps, Fernmeldekommando 2 für das II. Korps usw.). Im Territorialheer erhielten analog die korpsähnlichen Territorialkommandos jeweils ein Fernmeldekommando mit den typischen Nummern 800 (Territorialkommando Nord), 850 (Territorialkommando Süd) und 600 (Territorialkommando Schleswig-Holstein).
Für die oberste Bundeswehrführung wurde das Fernmeldekommando 900 ausgeplant, das die für die im Bereich des Heeresamtes bzw. des Bundesministeriums der Verteidigung typische 900-er Nummer erhielt.
|  | Bezeichnung | Aufstellung   | Standort  | Verbleib                | Unterstellung  | Bemerkung |
|  | ----------- | ------------- | --------- | ----------------------- | -------------- | --- |
|  | FmKdo 1     | 01.07.1972    | Münster   | 1994 aufgelöst          | I. Korps       | 1972 aufgestellt aus KorpsFmKdr 1 |
|  | FmKdo 2     | 01.10.1973    | Ulm       | 31.03.1994 umgegliedert | II. Korps      | 1973 aufgestellt aus KorpsFmKdr 2, 1994 umgegliedert zu FüUstgBrig 2                                                                             |
|  | FmKdo 3     | 1972          | Koblenz   | 31.03.1994 aufgelöst    | III. Korps     | 1972 aufgestellt aus KorpsFmKdr 3, 1994 zur Aufstellung FüUstgBrig 900 herangezogen                                                              |
|  | FmKdo 600   | Anfang 1980er | Kiel      | um 1994 aufgelöst       | TerrKdo SH     | Im Verteidigungsfall sollten Teile LANDJUT unterstellt werden (FmBtl 620)                                                                        |
|  | FmKdo 800   | Anfang 1980er | Hilden    | um 1994 aufgelöst       | TerrKdo Nord   | |
|  | FmKdo 850   | Anfang 1980er | Mannheim  | 31.03.1994 aufgelöst    | TerrKdo Süd    | |
|  | FmKdo 900   | 1982          | Rheinbach | 1994 umgegliedert       | HA / FmFüKdo H | 1982 aufgestellt aus FüFmBrig 900, im Frieden dem Heeresamt unterstellt, im Verteidigungsfall dem FmFüKdo H, 1994 umgegliedert in FüUstgBrig 900 |

### Fernmeldeführungskommando
Nur als nicht aktive Geräteeinheit wurde das Fernmeldeführungskommando Heer ausgeplant, das erst im Verteidigungsfall aus einer Abteilung des Heeresamtes aufwachsen sollte und dann die oberste Kommandostelle der Fernmeldetruppe des Heeres gewesen wäre.
|  | Bezeichnung         | Aufstellung | Standort | Verbleib   | Unterstellung | Bemerkung                                                                                     |
|  | ------------------- | ----------- | -------- | ---------- | ------------- | --------------------------------------------------------------------------------------------- |
|  | FmFüKdo H (GerEinh) | 01.01.1986  | Daun     | 30.06.1994 | HA / Fü H     | im Frieden dem Heeresamt unterstellt, im Verteidigungsfall direkt dem Führungsstab des Heeres |

## Brigaden

### Führungsfernmeldebrigaden
|  | Bezeichnung  | Aufstellung | Standort   | Verbleib          | Unterstellung | Bemerkung                                                          |
|  | ------------ | ----------- | ---------- | ----------------- | ------------- | ------------------------------------------------------------------ |
|  | FüFmBrig 700 | 01.10.1967  | Meckenheim | 1970 umgegliedert | Fü H          | 1967 entstanden aus HöhFmFhr TV, 1970 umgegliedert in FüFmBrig 900 |
|  | FüFmBrig 900 | 01.10.1970  | Rheinbach  | 1982 umgegliedert | Fü H          | 1970 aufgestellt aus FüFmBrig 700, 1982 umgegliedert in FmKdo 900  |

### Führungsunterstützungsbrigaden
Führungsunterstützungsbrigaden waren im Kern Fernmeldeverbände, die für die drei deutschen Korps (I., II. und IV. Korps) und das Heeresführungskommando (FüUstgBrig 900) die Kommunikationstechnik betreiben sollten. Die neuen Führungsunterstützungsbrigaden vereinten Aufgaben, die bisher von den Fernmeldekommandos in den operativ und organisatorisch getrennten Teilbereichen Territorialheer und Feldheer erbracht wurden. Neben den Fernmeldern führten die Führungsunterstützungsbrigaden aber auch andere Truppenteile im Bereich Führungsunterstützung: Truppenteile der Truppe für Operative Information, der Topographietruppe, der Frontnachrichtentruppe und Musikkorps, die bisher auf Ebene der Korps bereits zu den Korpstruppen zählten oder bisher den Territorialkommandos direkt unterstellt waren.
|  | Bezeichnung              | Aufstellung | Standort                | Verbleib                | Unterstellung    | Bemerkung |
|  | ------------------------ | ----------- | ----------------------- | ----------------------- | ---------------- | --- |
|  | FüUstgBrig 1             | 1994        | Münster                 | 1995 umgegliedert       | I. Korps         | 1994 aufgestellt aus Teilen FmKdo 1, 1995 umgegliedert zu FüUstgBrig DEU-NLD Korps                                  |
|  | FüUstgBrig DEU-NDL Korps | 1995        | Münster / Eibergen (NL) | 2006 umgegliedert       | I. DEU/NLD Corps | 1995 aufgestellt aus FüUstgBrig 1, ca. 1997 verlegt nach Eibergen (NL), 2006 umgegliedert zum FmBtl I.DEU/NLD Korps |
|  | FüUstgBrig 2             | 01.04.1994  | Ulm                     | 30.09.2002 umgegliedert | II. Korps        | 1994 aufgestellt aus Teilen FmKdo 2, 2002 umgegliedert in FüUstgRgt 2                                               |
|  | FüUstgBrig 4             | 01.04.1994  | Berlin                  | 19.06.2002 umgegliedert | IV. Korps        | 1994 aufgestellt in Stahnsdorf, 1996 verlegt nach Berlin, 2002 umgegliedert in FüUstgRgt 38 (SKB)                   |
|  | FüUstgBrig 900           | 01.04.1994  | Rheinbach               | 21.06.2002 umgegliedert | HFüKdo           | 1994 aufgestellt aus Teilen FmKdo 900 und FmKdo 3, 2002 umgegliedert in FüUstgRgt 28 (SKB)                          |

Des Weiteren stellte das Heer Anteile an folgenden multinationalen Führungsunterstützungsbrigaden:
- Multinationale Führungsunterstützungsbrigade des Eurokorps
- Multinationale Führungsunterstützungsbrigade (Command Support Brigade) des Multinationalen Korps Nordost

### Fernmeldestab und Fernmelde- und Elektronische Aufklärungsbrigade
Fernmeldestab 94 und Fernmelde- und Elektronische Aufklärungsbrigade 94 führten mit Truppenteilen der Fernmeldetruppe EloKa den elektronischen Kampf auf Ebene der Heeresführung.
|  | Bezeichnung        | Aufstellung | Standort | Verbleib                | Unterstellung  | Bemerkung |
|  | ------------------ | ----------- | -------- | ----------------------- | -------------- | --- |
|  | FmStab 94          | 1970        | Daun     | 31.03.1992 umgegliedert | HA / FmFüKdo H | Im Frieden dem Heeresamt unterstellt und im Verteidigungsfall dem Fernmeldeführungskommando Heer, 1992 umgegliedert in Fm/EloAufklBrig 94                   |
|  | Fm/EloAufklBrig 94 | 01.04.1992  | Daun     | 31.12.2003 aufgelöst    | HA             | 1992 aufgestellt aus FmStab 94, 2002 ausgegliedert in die SKB (zum Kommando Strategische Aufklärung), 2003 aufgelöst und zur Aufstellung FmBer 93 verwendet |

## Regimenter

### Fernmelderegimenter
|  | Bezeichnung  | Aufstellung | Standort          | Verbleib                 | Unterstellung | Bemerkung |
|  | ------------ | ----------- | ----------------- | ------------------------ | ------------- | --- |
|  | FmRgt 1      | 2006        | Rotenburg (Wümme) | 31.12.2015 aufgelöst     |               | 2006 aufgestellt aus Teilen FmBtl 1 |
|  | St/FmRgt 4   | 01.04.1994  | Regensburg        | 01.04.2003 umgegliedert  |               | 1994 aufgestellt aus Teilen FmBtl 4, 2003 umgegliedert in FmBtl 4 |
|  | St/FmRgt 110 | 1993        | Coesfeld          | 1995 umgegliedert        |               | 1993 aufgestellt aus Teilen FmBtl 110, 1995 umgegliedert in St/FmBtl 110 |
|  | St/FmRgt 210 | 1994        | Ulm               | 01.10.2002 umgegliedert  |               | 1994 aufgestellt aus Teilen FmBtl 210, 2002 umgegliedert in FmBtl 210 |
|  | St/FmRgt 310 | 01.04.1994  | Koblenz           | 30.09.2003 aufgelöst     |               | 1994 aufgestellt aus Teilen FmBtl 310 |
|  | St/FmRgt 410 | 01.04.1994  | Schwielowsee      | 30.09.2001 umgegliedert  |               | 1994 aufgestellt in Blankenfelde, 1997 verlegt nach Schwielowsee, 2001 umgegliedert in St/FmBtl EinsFüKdoBw                                                                   |
|  | FmRgt 990    | 01.10.1994  | Essen             | aktiv, als 1st NSB Wesel |               | 1994 aufgestellt aus Teilen FmBtl 840 und FmBtl 890, 2000 umgegliedert in FmBtl 990, 2002 umbenannt in FmBtl 284, 2003 verlegt nach Wesel, 2010 umgegliedert in 1st NSB Wesel |

### Führungsunterstützungsregimenter
|  | Bezeichnung  | Aufstellung | Standort       | Verbleib             | Unterstellung | Bemerkung |
|  | ------------ | ----------- | -------------- | -------------------- | ------------- | --------- |
|  | FüUstgRgt 10 | 01.10.1993  | Kiel           | 31.12.2002 aufgelöst |               |           |
|  | FüUstgRgt 20 | 01.10.1993  | Hannover       | 30.06.2004 aufgelöst |               |           |
|  | FüUstgRgt 30 | 1993        | Düsseldorf     | 2003 aufgelöst       |               |           |
|  | FüUstgRgt 40 | 01.10.1993  | Mainz          | 30.06.2002 aufgelöst |               |           |
|  | FüUstgRgt 50 | 01.10.1993  | Sigmaringen    | 13.01.2004 aufgelöst |               |           |
|  | FüUstgRgt 60 | 01.10.1993  | München        | 30.06.2002 aufgelöst |               |           |
|  | FüUstgRgt 70 | 01.07.1994  | Leipzig        | 30.06.2003 aufgelöst |               |           |
|  | FüUstgRgt 80 |             | Neubrandenburg |                      |               |           |

### Fernmelderegimenter (EloKa)
|  | Bezeichnung | Aufstellung | Standort           | Verbleib             | Unterstellung | Bemerkung                                                                |
|  | ----------- | ----------- | ------------------ | -------------------- | ------------- | ------------------------------------------------------------------------ |
|  | FmRgt 120   | 01.10.1992  | Rotenburg (Wümme)  | 30.06.1994 aufgelöst |               | 1992 aufgestellt aus Teilen FmBtl 120                                    |
|  | FmRgt 220   | 1992        | Donauwörth         | 2002 umgegliedert    |               | 1992 aufgestellt aus Teilen FmBtl 220, 2002 umgegliedert in EloKaBtl 922 |
|  | FmRgt 320   | 01.10.1992  | Frankenberg (Eder) | 2003 umgegliedert    |               | 1992 aufgestellt aus Teilen FmBtl 320, 2003 umgegliedert in EloKaBtl 932 |

## Bataillone

### Aktive Fernmeldebataillone im Heer
|  | Bezeichnung | Aufstellung | Standort      | Verbleib | Unterstellung     | Bemerkung                                                                                    |
|  | ----------- | ----------- | ------------- | -------- | ----------------- | -------------------------------------------------------------------------------------------- |
|  | FmBtl 610   | 01.04.1960  | Prenzlau      | aktiv    | 1. PzDiv / MNC NE | 1960 aufgestellt in Rendsburg, 2007 verlegt nach Prenzlau, im Bedarfsfall MNC NE unterstellt |
|  | FmBtl 10    | 01.04.2021  | Veitshöchheim | aktiv    | 10. PzDiv         |                                                                                              |

### Fernmeldebataillone der Korps im Feldheer
|  | Bezeichnungen     | Aufstellung | Standort               | Verbleib             | Unterstellung | Bemerkung |
|  | ----------------- | ----------- | ---------------------- | -------------------- | ------------- | --- |
|  | FmBtl 110         | 01.09.1959  | Coesfeld               | 1993 umgegliedert    | I. Korps      | 1959 aufgestellt in Borken, 1973 verlegt nach Coesfeld, 1993 umgegliedert in St/FmRgt 110                                                                      |
|  | FmBtl 120 (EloKa) | 01.08.1959  | Rotenburg (Wümme)      | 30.09.1992 aufgelöst | I. Korps      | 1992 umgegliedert in FmRgt 120 |
|  | FmBtl 130         | 01.03.1965  | Coesfeld               | 31.03.1995 aufgelöst | I. Korps      | 1965 aufgestellt in Borken, 1971 verlegt nach Coesfeld |
|  | FmBtl 210         | 01.09.1959  | Dillingen an der Donau | 31.12.2014 aufgelöst | II. Korps     | 1993 verlegt nach Ulm, 1994 umgegliedert zu St/FmRgt 210, 2002 umgegliedert in FmBtl 210, 2007 umgegliedert in GebFmBtl 210, 2010 verlegt nach Bad Reichenhall |
|  | FmBtl 220 (EloKa) | 01.07.1960  | Donauwörth             | 1992 aufgelöst       | II. Korps     | 1960 aufgestellt in Ansbach, 1968 verlegt nach Donauwörth, 1992 umgegliedert in FmRgt 220                                                                      |
|  | FmBtl 230         | 16.10.1964  | Dillingen an der Donau | aktiv, als ITBtl 292 | II. Korps     | 2005 umgegliedert in FüUstgBtl 292, 2017 umbenannt in ITBtl 292                                                                                                |
|  | FmBtl 310         | 01.09.1959  | Koblenz                | 31.03.1994 aufgelöst | III. Korps    | 1994 umgegliedert in St/FmRgt 310 |
|  | FmBtl 320 (EloKa) | 01.06.1962  | Frankenberg (Eder)     | 01.10.1992 aufgelöst | III. Korps    | 1992 umgegliedert in FmRgt 320 |
|  | FmBtl 330         | 1966        | Koblenz                | 30.09.1993 aufgelöst | III. Korps    | |

### Fernmeldebataillone der Divisionen im Feldheer
|  | Bezeichnung   | Aufstellung | Standort             | Verbleib                | Unterstellung | Bemerkung |
|  | ------------- | ----------- | -------------------- | ----------------------- | ------------- | --- |
|  | FmBtl 1       | 01.07.1956  | Hannover             | 31.12.2015 aufgelöst    | 1. PzDiv      | 1994 verlegt nach Rotenburg (Wümme) und umgegliedert in St/FmBtl 1, 2003 umgegliedert in FmBtl 1, 2006 umgegliedert in FmRgt 1 |
|  | FmBtl 2       | 1956        | Fuldatal             | 30.09.1992 aufgelöst    | 2. PzGrenDiv  | 1956 aufgestellt in Kassel, 1957 verlegt nach Gießen, 1973 verlegt nach Fuldatal |
|  | FmBtl 3       | 1958        | Buxtehude            | 30.09.1996 aufgelöst    | 3. PzDiv      | 1958 aufgestellt in Hamburg, 1958 verlegt nach Buxtehude |
|  | FmBtl 4       | 01.07.1956  | Regensburg           | 31.12.2014 aufgelöst    | 4. PzGrenDiv  | 1994 umgegliedert in St/FmRgt 4, 2003 umgegliedert in FmBtl 4, 2007 verlegt nach Cham |
|  | FmBtl 5       | 01.04.1959  | Diez                 | 31.03.2015 aufgelöst    | 5. PzDiv      | 1959 aufgestellt in Koblenz, 1969 verlegt nach Diez, 1993 verlegt nach Koblenz und umgegliedert in St/FmBtl 5, 1998 verlegt nach Lahnstein, 2003 umbenannt in FmBtl 283, 2005 umbenannt in FüUstgBtl 283                                  |
|  | FmBtl 6       | 01.03.1958  | Neumünster           | 31.03.1997 aufgelöst    | 6. PzGrenDiv  | 1993 umgegliedert in St/FmBtl 6 |
|  | FmBtl 7       | 09.09.1959  | Lippstadt            | 1993 aufgelöst          | 7. PzDiv      | zwischen 1959 und 1966 in Unna stationiert |
|  | GebFmBtl 8    | 1964        | Murnau a. Staffelsee | aktiv, als ITBtl 293    | 1. GebDiv     | 1964 aufgestellt in Mittenwald aus GebFmKp 8, 1966 verlegt nach Murnau, 1994 umbenannt in GebSt/FmLehrBtl 8 und übernahm den Auftrag als Lehrtruppenteil vom LLFmLehrBtl 9, 2005 umbenannt in FüUstgBtl 293, 2017 umbenannt in IT-Btl 293 |
|  | LLFmBtl 9     | 30.04.1958  | Bruchsal             | 30.09.1979 umgegliedert | 1. LLDiv      | 1958 aufgestellt in Esslingen aus LLFmKp 9, 1964 verlegt nach Bruchsal, 1979 umgegliedert in LLFmKp AMF (L) 9 |
|  | LLFmLehrBtl 9 | 25.09.1979  | Pöcking              | 1994 aufgelöst          | 1. LLDiv      | War Lehrtruppenteil der FmS/FSHEIT |
|  | FmBtl 10      | 01.03.1959  | Sigmaringen          | 31.03.2015 aufgelöst    | 10. PzDiv     | 2007 umbenannt in FüUstgBtl 291 |
|  | FmBtl 11      | 01.12.1958  | Oldenburg            | 31.03.1994 aufgelöst    | 11. PzGrenDiv | |
|  | FmBtl 12      | 01.04.1961  | Veitshöchheim        | 12.03.1993 aufgelöst    | 12. PzDiv     | 1961 aufgestellt in Tauberbischofsheim, 1966 verlegt nach Veitshöchheim |

### Fernmeldebataillone im Territorialheer
|  | Bezeichnung           | Aufstellung | Standort       | Verbleib             | Unterstellung | Bemerkung |
|  | --------------------- | ----------- | -------------- | -------------------- | ------------- | --- |
|  | FmBtl 610             | 01.04.1960  | Rendsburg      | aktiv, bei 1. PzDiv  | FmKdo 600     | 1960 aufgestellt in Rendsburg, 2007 verlegt nach Prenzlau |
|  | FmBtl 620             | 01.10.1970  | Flensburg      | 30.09.1993 aufgelöst | FmKdo 600     | |
|  | FmBtl 810             | 1983        | Wuppertal      | 1993 aufgelöst       | FmKdo 800     | |
|  | FmBtl 820             | 1980        | Düsseldorf     | 29.05.2008 aufgelöst | FmKdo 800     | 1993 umgegliedert in St/FmBtl 820, 2002 umgegliedert in FmBtl 820 |
|  | FmBtl 830 (GerEinh)   |             | Borken         | 2008 aufgelöst       | FmKdo 800     | |
|  | FmBtl 840             | 1970        | Essen          | 1994 umgegliedert    | FmKdo 800     | Im Frieden FmKdo 800 unterstellt, im Verteidigungsfall NORTHAG, 1994 umgegliedert zu FmRgt 990                                                                                     |
|  | FmBtl 860             | 01.10.1979  | Bad Bergzabern | 1993 aufgelöst       | FmKdo 850     | |
|  | FmBtl 870 (teilaktiv) | 1981        | Weingarten     | 1993 aufgelöst       | FmKdo 850     | |
|  | FmBtl 880 (GerEinh)   |             | Kaiserslautern |                      | FmKdo 850     | |
|  | FmBtl 890             | 01.04.1971  | Philippsburg   | 1994 umgegliedert    | FmKdo 850     | Im Frieden FmKdo 850 unterstellt, im Verteidigungsfall CENTAG, 1971 aufgestellt in Mannheim, 1986 verlegt nach Philippsburg, 1994 verlegt nach Essen und umgegliedert zu FmRgt 990 |
|  | FmBtl 910             | 1979        | Rheinbach      | 1990 aufgelöst       | FmKdo 900     | |
|  | FmBtl 920             | 1979        | Kastellaun     | aktiv, als ITBtl 282 | FmKdo 900     | 1994 umgegliedert in FmRgt 920, 2002 umbenannt in FüUstgBtl 282, 2017 umbenannt in ITBtl 282                                                                                       |
|  | FmBtl 930             | 01.10.1979  | Gerolstein     | aktiv, als ITBtl 281 | FmKdo 900     | 2002 umbenannt in FmBtl 281, 2005 umbenannt in FüUstgBtl 281, 2017 umbenannt in ITBtl 281                                                                                          |
|  | FmBtl 960 (teilaktiv) | 1979        | Mayen          |                      | FmKdo 900     | |
|  | FmBtl 970 (teilaktiv) | 1979        | Mannheim       | 31.03.1994 aufgelöst | FmKdo 900     | |

### Rundfunk, PSK, PSV und OpInfo Bataillone
|  | Bezeichnung            | Aufstellung | Standort             | Verbleib             | Unterstellung | Bemerkung                                                                                              |
|  | ---------------------- | ----------- | -------------------- | -------------------- | ------------- | --- |
|  | RundfunkBtl 990        | 1962        | Andernach            | 1963 umbenannt       |               | 1962 aufgestellt in Diez, 1962 verlegt nach Andernach, 1963 umbenannt in RundfunkBtl 701               |
|  | RundfunkBtl 701        | 1963        | Andernach            | 1965 umbenannt       |               | 1963 aufgestellt aus RundfunkBtl 990, 1965 umbenannt in PSK-SenderBtl 701                              |
|  | PSK-SenderBtl 701      | 1965        | Andernach            | 1970 umbenannt       |               | 1965 aufgestellt aus RundfunkBtl 701, 1970 umbenannt in PSV-SenderBtl 701                              |
|  | PSV-SenderBtl 701      | 1970        | Andernach            | 1971 umbenannt       |               | 1970 aufgestellt aus PSK-SenderBtl 701, 1971 umbenannt in PSV-SenderBtl 1                              |
|  | PSV-SenderBtl 1        | 1971        | Andernach            | 1974 umbenannt       |               | 1971 aufgestellt aus PSV-SenderBtl 701, 1974 umbenannt in PSV-SendeBtl 1                               |
|  | PSV-SendeBtl 1         | 1974        | Andernach            | 1975 umbenannt       |               | 1974 aufgestellt aus PSV-SenderBtl 1, 1975 umbenannt in PSVBtl 1                                       |
|  | PSVBtl 1               | 1975        | Andernach            | 1981 umbenannt       |               | 1975 aufgestellt aus PSV-SendeBtl 1, 1981 umbenannt in PSVBtl 850                                      |
|  | PSVBtl 850 (teilaktiv) | 1981        | Andernach            | 1990 umbenannt       |               | 1981 aufgestellt aus PSVBtl 1, 1990 umbenannt in FmBtl 950 OpInfo                                      |
|  | FmBtl 950 OpInfo       | 1990        | Andernach            | 1998 umbenannt       |               | 1990 aufgestellt aus PSVBtl 850, 1998 umbenannt in OpInfoBtl 950                                       |
|  | OpInfoBtl 950          | 1998        | Koblenz              | 31.01.2014 aufgelöst |               | 1998 aufgestellt in Andernach aus FmBtl 950 OpInfo, 2002 verlegt nach Mayen, 2002 verlegt nach Koblenz |
|  | PSVBtl 2               | 1970        | Clausthal-Zellerfeld | 1981 umbenannt       |               | 1981 umbenannt in PSVBtl 800                                                                           |
|  | PSVBtl 800 (teilaktiv) | 01.04.1981  | Clausthal-Zellerfeld | 30.09.1989 aufgelöst |               | Ab 1982 betrieb das Bataillon den Truppensender Radio Oberharz                                         |

## Kompanien

### Fernmeldekompanien im Heer
|  | Bezeichnung              | Aufstellung | Standort            | Verbleib          | Unterstellung | Bemerkung |
|  | ------------------------ | ----------- | ------------------- | ----------------- | ------------- | --- |
|  | St/FmKp 1. PzDiv         | 01.07.2015  | Oldenburg           | aktiv             | 1. PzDiv      | |
|  | St/FmKp 10. PzDiv        | 01.10.2013  | Veitshöchheim       | aktiv             | 10. PzDiv     | |
|  | St/FmKp DSK              | 01.01.2014  | Stadtallendorf      | aktiv             | DSK           | |
|  | St/FmKp LLBrig 1         | 01.04.2015  | Saarlouis           | aktiv             | LLBrig 1      | |
|  | St/FmKp PzLehrBrig 9     | 01.07.2015  | Munster             | aktiv             | PzLehrBrig 9  | 2015 entstanden aus StKp PzLehrBrig 9, 2022 wird umgegliedert                                                           |
|  | FmKp PzLehrBrig 9        | 2022 / 2023 | Munster             |                   | PzLehrBrig 9  | Die Kompanie befindet sich in der Aufstellung und entsteht aus St/FmKp PzLehrBrig 9                                     |
|  | St/FmKp PzBrig 12        | 01.07.2014  | Amberg              | umgegliedert      | PzBrig 12     | 2014 entstanden aus StKp PzBrig 12, 2018 verlegt nach Cham, 2021 umgegliedert in St/UstgKp PzBrig 12 und FmKp PzBrig 12 |
|  | FmKp PzBrig 12           | 01.10.2021  | Cham                | aktiv             | PzBrig 12     | 2021 entstanden aus St/FmKp PzBrig 12                                                                                   |
|  | St/FmKp PzBrig 21        | 01.07.2015  | Augustdorf          | aktiv             | PzBrig 21     | |
|  | St/FmKp GebJgBrig 23     | 01.07.2014  | Bad Reichenhall     | aktiv             | GebJgBrig 23  | |
|  | St/FmKp PzGrenBrig 37    | 01.04.2014  | Frankenberg/Sachsen | 2020 umgegliedert | PzGrenBrig 37 | 2014 entstanden aus StKp PzGrenBrig 37, 2020 umgegliedert in St/UstgKp PzGrenBrig 37 und FmKp PzGrenBrig 37             |
|  | FmKp PzGrenBrig 37       | 01.04.2020  | Frankenberg/Sachsen | aktiv             | PzGrenBrig 37 | 2020 entstanden aus St/FmKp PzGrenBrig 37                                                                               |
|  | St/FmKp PzGrenBrig 41    | 01.10.2015  | Neubrandenburg      | aktiv             | PzGrenBrig 41 | 2015 entstanden aus StKp PzGrenBrig 41                                                                                  |
|  | DtA St/FmKp DEU/FRA Brig | 01.01.2017  | Müllheim            | aktiv             | DEU/FRA Brig  | 2017 entstanden aus DtA StKp DEU/FRA Brig                                                                               |

### Fernmeldekompanien im Feldheer
|  | Bezeichnung | Aufstellung | Standort   | Verbleib                | Unterstellung | Bemerkung                       |
|  | ----------- | ----------- | ---------- | ----------------------- | ------------- | ------------------------------- |
|  | GebFmKp 8   | 1956        | Mittenwald | 1964 umgegliedert       |               | 1964 umgegliedert in GebFmBtl 8 |
|  | LLFmKp 9    | 01.01.1957  | Esslingen  | 30.04.1958 umgegliedert |               | 1958 umgegliedert in LLFmBtl 9  |

### Fernmeldeausbildungskompanien der Korps im Feldheer
|  | Bezeichnung            | Aufstellung | Standort               | Verbleib             | Unterstellung | Bemerkung                                                                         |
|  | ---------------------- | ----------- | ---------------------- | -------------------- | ------------- | --------------------------------------------------------------------------------- |
|  | FmAusbKp 1/I           | 1972        | Coesfeld               | 30.09.1994 aufgelöst | I. Korps      |                                                                                   |
|  | FmAusbKp 2/I           | 01.07.1960  | Coesfeld               | 2002 aufgelöst       | I. Korps      |                                                                                   |
|  | FmAusbKp 3/I           | 01.10.1979  | Northeim               | 30.09.1992 aufgelöst | I. Korps      |                                                                                   |
|  | FmAusbKp 4/I           | 01.10.1979  | Rotenburg (Wümme)      |                      | I. Korps      |                                                                                   |
|  | FmAusbKp 5/I (EloKa)   | 01.07.1980  | Rotenburg (Wümme)      | 30.09.1994 aufgelöst | I. Korps      | 1989 verlegt nach Clausthal-Zellerfeld, 1993 zurückverlegt nach Rotenburg (Wümme) |
|  | FmAusbKp 1/II          | 01.09.1958  | Dillingen an der Donau | 31.03.1994 aufgelöst | II. Korps     | 1958 aufgestellt in München, 1980 verlegt nach Dillingen                          |
|  | FmAusbKp 2/II          | 01.10.1979  | Dillingen an der Donau | 30.09.1994 aufgelöst | II. Korps     | 1979 entstanden aus FmAusbKp 3/II                                                 |
|  | FmAusbKp 3/II          | 01.04.1980  | Bruchsal               | 30.09.1993 aufgelöst | II. Korps     |                                                                                   |
|  | FmAusbKp 4/II          | 01.04.1980  | Bruchsal               | 30.09.1993 aufgelöst | II. Korps     |                                                                                   |
|  | FmAusbKp 5/II (EloKa)  |             | Donauwörth             |                      | II. Korps     |                                                                                   |
|  | FmAusbKp 1/III         | 01.08.1959  | Koblenz                | 30.09.1994 aufgelöst | III. Korps    | 1994 ging im neu aufgestellten St/FmRgt 310 auf                                   |
|  | FmAusbKp 2/III         |             | Koblenz                | 30.09.1993 aufgelöst | III. Korps    |                                                                                   |
|  | FmAusbKp 3/III         | 02.10.1979  | Gerolstein             | 30.09.1993 aufgelöst | III. Korps    |                                                                                   |
|  | FmAusbKp 4/III         | 22.10.1979  | Mayen                  | 30.09.1993 aufgelöst | III. Korps    |                                                                                   |
|  | FmAusbKp 5/III (EloKa) | 01.07.1980  | Frankenberg (Eder)     | 1994 aufgelöst       | III. Korps    | 1994 eingegliedert in FmRgt 320                                                   |

### Fernmeldeausbildungskompanien der Divisionen im Feldheer
|  | Bezeichnung   | Aufstellung | Standort             | Verbleib             | Unterstellung | Bemerkung |
|  | ------------- | ----------- | -------------------- | -------------------- | ------------- | --------- |
|  | FmAusbKp 1/1  | 01.10.1979  | Hannover             | 30.09.1993 aufgelöst | 1. PzDiv      |           |
|  | FmAusbKp 1/2  | 1960        | Fuldatal             | 30.09.1992 aufgelöst | 2. PzGrenDiv  |           |
|  | FmAusbKp 1/3  | 01.07.1960  | Buxtehude            | 1993 aufgelöst       | 3. PzDiv      |           |
|  | FmAusbKp 1/4  | 1978        | Regensburg           | 01.04.1994 aufgelöst | 4. PzGrenDiv  |           |
|  | FmAusbKp 1/5  | 01.07.1979  | Diez                 | 1993 aufgelöst       | 5. PzDiv      |           |
|  | FmAusbKp 1/6  | 1958        | Neumünster           | 1993 aufgelöst       | 6. PzGrenDiv  |           |
|  | FmAusbKp 1/7  | 1979        | Lippstadt            | 1993 aufgelöst       | 7. PzDiv      |           |
|  | FmAusbKp 1/8  | 01.07.1960  | Murnau a. Staffelsee | 30.06.1994 aufgelöst | 1. GebDiv     |           |
|  | FmAusbKp 1/10 | 01.03.1959  | Sigmaringen          | aufgelöst            | 10. PzDiv     |           |
|  | FmAusbKp 1/11 | 01.11.1961  | Oldenburg            | 1994 aufgelöst       | 11. PzGrenDiv |           |
|  | FmAusbKp 1/12 | 01.10.1979  | Veitshöchheim        | 1993 aufgelöst       | 12. PzDiv     |           |

### Fernmeldekompanien im Territorialheer
|  | Bezeichnung        | Aufstellung | Standort                  | Verbleib                | Unterstellung | Bemerkung                                                                 |
|  | ------------------ | ----------- | ------------------------- | ----------------------- | ------------- | ------------------------------------------------------------------------- |
|  | FmKp 720           |             | Hannover                  |                         | FmFhr WB II   |                                                                           |
|  | FmKp 730           |             | Hilden                    |                         | FmFhr WB III  |                                                                           |
|  | FmKp 740           | 01.10.1980  | Mainz                     |                         | FmFhr WB IV   |                                                                           |
|  | FmKp 750           | 01.10.1980  | Karlsruhe                 | Aufgelöst ca. 1998–1999 | FmFhr WB V    |                                                                           |
|  | FmKp 760           | 01.01.1980  | München                   | 1993 aufgelöst          | FmFhr WB VI   | 1980 entstanden aus FmKp 776, 1993 zur Aufstellung FüUstgRgt 60 verwendet |
|  | FmKp 722 (GerEinh) |             | Hannover                  |                         | VBK 22        |                                                                           |
|  | FmKp 724 (GerEinh) |             | Oldenburg                 |                         | VBK 24        |                                                                           |
|  | FmKp 725 (GerEinh) |             | Rotenburg (Wümme)         |                         | VBK 25        |                                                                           |
|  | FmKp 731 (GerEinh) |             | Köln                      |                         | VBK 31        |                                                                           |
|  | FmKp 732 (GerEinh) |             | Düsseldorf                |                         | VBK 32        |                                                                           |
|  | FmKp 733 (GerEinh) |             | Münster                   |                         | VBK 33        |                                                                           |
|  | FmKp 734 (GerEinh) |             | Menden                    |                         | VBK 34        |                                                                           |
|  | FmKp 741 (GerEinh) |             | Koblenz                   |                         | VBK 41        |                                                                           |
|  | FmKp 743 (GerEinh) | 1974        | Mainz                     |                         | VBK 43        |                                                                           |
|  | FmKp 745 (GerEinh) |             | Neustadt a. d. Weinstraße |                         | VBK 45        |                                                                           |
|  | FmKp 746 (GerEinh) |             | Nünschweiler              |                         | VBK 46        |                                                                           |
|  | FmKp 751 (GerEinh) |             | Schorndorf                |                         | VBK 51        |                                                                           |
|  | FmKp 752 (GerEinh) |             | Oftersheim                |                         | VBK 52        |                                                                           |
|  | FmKp 753 (GerEinh) |             | Kirchzarten               |                         | VBK 53        |                                                                           |
|  | FmKp 754 (GerEinh) | 15.02.1969  | Engstingen                | 30.09.1992 aufgelöst    | VBK 54        |                                                                           |
|  | FmKp 761 (GerEinh) | 1970        | Augsburg                  | 1992 aufgelöst          | VBK 61        |                                                                           |
|  | FmKp 763 (GerEinh) |             | Marktbergel               |                         | VBK 63        |                                                                           |
|  | FmKp 765 (GerEinh) | 1980        | München                   | 1993 aufgelöst          | VBK 65        |                                                                           |

### Fernmeldekompanien (EloKa)
|  | Bezeichnung      | Aufstellung | Standort             | Verbleib             | Unterstellung | Bemerkung                                                               |
|  | ---------------- | ----------- | -------------------- | -------------------- | ------------- | ----------------------------------------------------------------------- |
|  | FmKp 1           | 01.10.1984  | Rotenburg (Wümme)    | 31.03.1992 aufgelöst | 1. PzDiv      | 1988 verlegt nach Dannenberg Elbe, 1992 umgegliedert zu FmAufklKp LAPAS |
|  | FmKp 2           | 01.08.1979  | Frankenberg (Eder)   | 01.04.1992 aufgelöst | 2. PzGrenDiv  | 1992 eingegliedert in FmBtl 320                                         |
|  | FmKp 3           | 01.04.1978  | Rotenburg (Wümme)    | 31.03.1992 aufgelöst | 3. PzDiv      |                                                                         |
|  | FmKp 4           | 01.04.1978  | Donauwörth           | 31.03.1992 aufgelöst | 4. PzGrenDiv  |                                                                         |
|  | FmKp 5           | 01.08.1979  | Frankenberg (Eder)   | 01.04.1992 aufgelöst | 5. PzDiv      | 1992 eingegliedert in FmBtl 320                                         |
|  | FmKp 6           | 1973        | Neumünster           | 1992 aufgelöst       | 6. PzGrenDiv  | 1973 aufgestellt in Rotenburg (Wümme), 1974 verlegt nach Neumünster     |
|  | FmKp 7           | 1967        | Clausthal-Zellerfeld | 1992 aufgelöst       | 7. PzDiv      |                                                                         |
|  | GebFmLehrKp 8    | 1981        | Pöcking              | 2004 aufgelöst       | 1. GebDiv     |                                                                         |
|  | LLFmKp AMF (L) 9 | 01.10.1979  | Bruchsal             | 30.09.2003 umbenannt | 1. LLDiv      | 1995 verlegt nach Dillingen, 2003 umbenannt in LLFmKp 200               |
|  | FmKp 10          | 01.04.1978  | Donauwörth           | 31.03.1992 aufgelöst | 10. PzDiv     |                                                                         |
|  | FmKp 11          | 01.04.1978  | Rotenburg (Wümme)    | 31.03.1992 aufgelöst | 11. PzGrenDiv |                                                                         |
|  | FmKp 12          | 01.10.1988  | Bad Kötzting         |                      | 12. PzDiv     | 1988 aufgestellt aus II. Zug FmKp 946                                   |
|  | FmAusbKp 941     | 1974        | Daun                 |                      | FmStab 94     | 1989 verlegt nach Clausthal-Zellerfeld                                  |
|  | FmAusbKp 942     | 01.07.1978  | Daun                 | 30.09.1994 aufgelöst | FmStab 94     |                                                                         |
|  | FmKp 945         | 01.07.1974  | Ehra-Lessien         | 1994 aufgelöst       | FmStab 94     |                                                                         |
|  | FmKp 946         | 14.12.1973  | Hof                  |                      | FmStab 94     |                                                                         |
|  | FmKp 947         | 01.10.1971  | Hessisch Lichtenau   | 1994 aufgelöst       | FmStab 94     |                                                                         |

## Fernmeldeführer

### Fernmeldeführer der Wehrbereiche
|  | Bezeichnung  | Aufstellung | Standort   | Verbleib       | Unterstellung | Bemerkung |
|  | ------------ | ----------- | ---------- | -------------- | ------------- | --------- |
|  | FmFhr WB II  |             | Hannover   |                | WBK II        |           |
|  | FmFhr WB III |             | Düsseldorf |                | WBK III       |           |
|  | FmFhr WB IV  |             | Mainz      |                | WBK IV        |           |
|  | FmFhr WB V   |             | Stuttgart  |                | WBK V         |           |
|  | FmFhr WB VI  | 1956        | München    | 2001 aufgelöst | WBK VI        |           |

### Bereichsfernmeldeführer
|  | Bezeichnung  | Aufstellung | Standort             | Verbleib                | Unterstellung | Bemerkung                                                  |
|  | ------------ | ----------- | -------------------- | ----------------------- | ------------- | ---------------------------------------------------------- |
|  | BerFmFhr 117 | 01.05.1955  | Hamburg              | 30.11.1994 umgegliedert | FmKdo 600     | 1994 umgegliedert in FmSysAbschnBw 102                     |
|  | BerFmFhr 120 | 01.05.1955  | Kiel                 | 30.11.1994 aufgelöst    | FmKdo 600     |                                                            |
|  | BerFmFhr 212 | 01.04.1981  | Bremen               | 30.11.1994 aufgelöst    | FmFhr WB II   |                                                            |
|  | BerFmFhr 218 | 01.05.1955  | Hannover             | 30.11.1994 aufgelöst    | FmFhr WB II   |                                                            |
|  | BerFmFhr 313 | 01.08.1960  | Dortmund             | 17.01.1995 aufgelöst    | FmFhr WB III  |                                                            |
|  | BerFmFhr 314 | 01.06.1960  | Düsseldorf           | 30.11.1994 umgegliedert | FmFhr WB III  | 1994 umgegliedert in FmSysAbschnBw 302                     |
|  | BerFmFhr 322 | 01.10.1963  | Köln                 | 30.11.1994 aufgelöst    | FmFhr WB III  |                                                            |
|  | BerFmFhr 324 | 01.05.1955  | Münster              | 30.11.1994 umgegliedert | FmFhr WB III  | 1994 umgegliedert in FmSysAbschnBw 301                     |
|  | BerFmFhr 415 | 01.05.1955  | Eschborn             | 30.11.1994 aufgelöst    | FmFhr WB IV   |                                                            |
|  | BerFmFhr 421 | 1982        | Koblenz              | 30.11.1994 umgegliedert | FmFhr WB IV   | 1994 umgegliedert in FmSysAbschnBw 402                     |
|  | BerFmFhr 431 | 01.05.1955  | Saarbrücken          | 17.01.1995 aufgelöst    | FmFhr WB IV   | 1994 zur Aufstellung FmSysAbschnBw 402 herangezogen        |
|  | BerFmFhr 516 | 01.05.1955  | Freiburg im Breisgau | 30.11.1994 aufgelöst    | FmFhr WB V    |                                                            |
|  | BerFmFhr 519 | 1966        | Karlsruhe            | 30.11.1994 aufgelöst    | FmFhr WB V    |                                                            |
|  | BerFmFhr 528 | 01.05.1955  | Stuttgart            | 30.11.1994 aufgelöst    | FmFhr WB V    |                                                            |
|  | BerFmFhr 623 | 1973        | München              | 30.11.1994 umgegliedert | FmFhr WB VI   | 1994 umgegliedert in FmSysAbschn 603                       |
|  | BerFmFhr 626 | 1981        | Nürnberg             | 30.11.1994 umgegliedert | FmFhr WB VI   | 1994 umgegliedert in FmSysAbschn 601 und verlegt nach Roth |
|  | BerFmFhr 627 | 01.05.1955  | Regensburg           | 30.11.1994 aufgelöst    | FmFhr WB VI   |                                                            |
|  | BerFmFhr 734 | 01.04.1991  | Leipzig              | 30.11.1994 umgegliedert |               | 1994 umgegliedert in FmSysAbschnBw 702                     |
|  | BerFmFhr 735 | 01.04.1991  | Erfurt               | 30.11.1994 umgegliedert |               | 1994 umgegliedert in FmSysAbschnBw 701                     |
|  | BerFmFhr 810 | 01.04.1991  | Berlin               | 30.11.1994 aufgelöst    |               |                                                            |
|  | BerFmFhr 837 | 01.04.1991  | Magdeburg            | 17.01.1995 aufgelöst    |               |                                                            |
|  | BerFmFhr 838 | 01.04.1991  | Potsdam              | 30.11.1994 aufgelöst    |               |                                                            |
|  | BerFmFhr 839 | 01.04.1991  | Rostock              | 30.11.1994 umgegliedert |               | 1994 umgegliedert in FmSysAbschnBw 801                     |

## Schulen und Lehrtruppenteile

### Schulen
|  | Bezeichnung | Aufstellung | Standort  | Verbleib             | Unterstellung | Bemerkung                                                                                |
|  | ----------- | ----------- | --------- | -------------------- | ------------- | ---------------------------------------------------------------------------------------- |
|  | TSFmTr      | 24.06.1956  | Sonthofen | 07.08.1956 umbenannt | TrA           | 1956 umbenannt in FmSHBw                                                                 |
|  | FmSHBw      | 07.08.1956  | Sonthofen | 1959 verlegt         | TrA           | 1959 verlegt nach Feldafing                                                              |
|  | FmSHBw      | 1959        | Feldafing | 1972 umbenannt       | TrA           | 1972 umbenannt in FmS/FSHEIT                                                             |
|  | FmS/FSHEIT  | 1972        | Feldafing | 2003 verlegt         | HA            | 2003 verlegt nach Pöcking                                                                |
|  | FmS/FSHEIT  | 2003        | Pöcking   | aktiv, als AusbZ CIR | HA            | 2005 Unterstellungswechsel zur SKB, 2006 umbenannt in FüUstgSBw, 2017 umbenannt in ITSBw |

### Lehrtruppenteile
|  | Bezeichnung       | Aufstellung | Standort             | Verbleib                | Unterstellung | Bemerkung |
|  | ----------------- | ----------- | -------------------- | ----------------------- | ------------- | --- |
|  | FmLehrBtl         | 1956        | Pöcking              | 1979 umbenannt          |               | 1956 aufgestellt in Sonthofen, 1959 verlegt nach Pöcking, 1979 umbenannt in LLFmLehrBtl 9 |
|  | LLFmLehrBtl 9     | 25.09.1979  | Pöcking              | 1994 aufgelöst          | 1. LLDiv      | 1994 ging der Lehrauftrag auf das GebSt/FmLehrBtl 8 über |
|  | GebSt/FmLehrBtl 8 | 1964        | Murnau a. Staffelsee | aktiv, als ITBtl 293    | 1. GebDiv     | 1964 aufgestellt als GebFmBtl 8 in Mittenwald, 1966 verlegt nach Murnau, 1994 umbenannt in GebSt/FmLehrBtl 8 und übernahm den Auftrag als Lehrtruppenteil vom LLFmLehrBtl 9, 2005 umbenannt in FüUstgBtl 293, 2017 umbenannt in ITBtl 293 |
|  | FmLehrBtl 776     | 1962        | München              | 30.09.1970 umgegliedert |               | 1970 umgegliedert in FmLehrKp 776 |
|  | FmLehrKp 776      | 01.10.1970  | München              | 01.04.1974 umbenannt    |               | 1970 entstanden aus FmLehrBtl 776, 1974 umbenannt in FmKp 776 |

## Truppensender
|  | Bezeichnung     | Aufstellung | Standort             | Verbleib       | Unterstellung | Bemerkung |
|  | --------------- | ----------- | -------------------- | -------------- | ------------- | --- |
|  | Radio Andernach |             | Mayen                | aktiv          | ZOpKomBw      | aufgestellt in Andernach, ehemals Teil von PSV-Sende(r)Btl 1, ehemals Teil von PSVBtl 1, ehemals Teil von PSVBtl 850, ehemals 2./OpInfoBtl 950, 2001 verlegt nach Mayen |
|  | Radio Oberharz  |             | Clausthal-Zellerfeld | 1989 aufgelöst | PSVBtl 800    | |

## Abkürzungen
- EloKa → Elektronische Kampfführung
- FmFhr → Fernmeldeführer
- FmFüKdo H → Fernmeldeführungskommando Heer
- FmKdo → Fernmeldekommando
- FmS/FSHEIT → Fernmeldeschule und Fachschule des Heeres für Elektrotechnik
- FmSHBw → Fernmeldeschule des Heeres
- FmSysAbschnBw → Fernmeldesystemabschnitt der Bundeswehr
- FüUstgBrig → Führungsunterstützungsbrigade
- FüUstgSBw → Führungsunterstützungsschule
- Fü H → Führungsstab des Heeres
- HA → Heeresamt
- HöhFmFhr TV → Höherer Fernmeldeführer der Territorialen Verteidigung
- KorpsFmKdr → Korpsfernmeldekommandeur
- LANDJUT → Hauptquartier der Alliierten Landstreitkräfte Schleswig-Holstein und Jütland
- MNC NE → Multinationales Korps Nord-Ost
- OpInfo → Operative Information
- PSK → Psychologische Kriegsführung
- PSV → Psychologische Verteidigung
- TrA → Truppenamt
- TerrKdo → Territorialkommando
- TerrKdo SH → Territorialkommando Schleswig-Holstein
- TSFmTr → Truppenschule Fernmeldetruppe
- VBK → Verteidigungsbezirkskommando
- WB → Wehrbereich
- WBK → Wehrbereichskommando
- ZOpKomBw → Zentrum Operative Kommunikation der Bundeswehr